# 새뮤얼 존슨

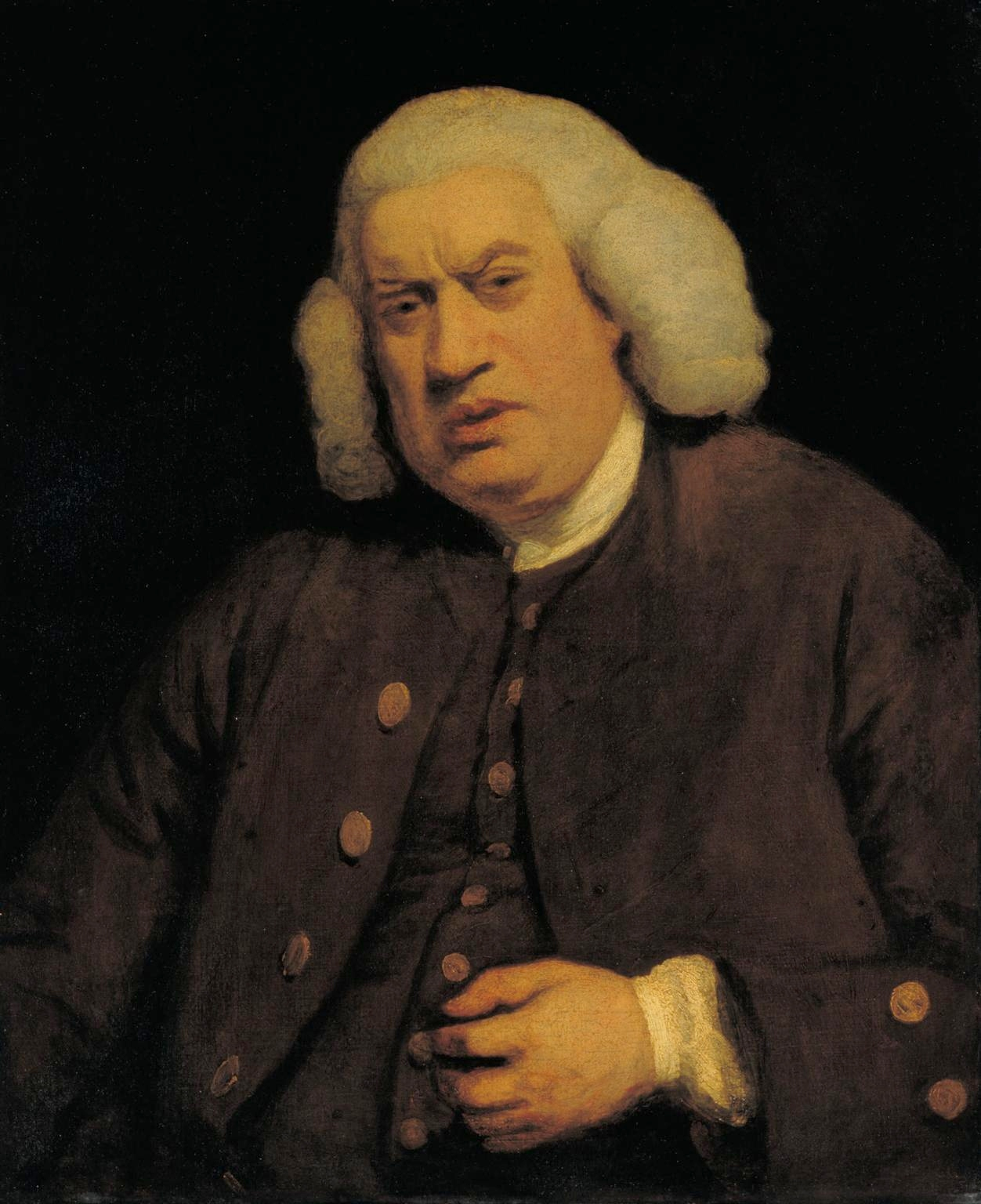
새뮤얼 존슨

새뮤얼 존슨(Samuel Johnson, 1709년 9월 18일 ~ 1784년 12월 3일)은 영국의 시인·평론가이다.
스태퍼드셔주 리치필드 출신이다. 옥스퍼드 대학교에 입학하였지만 가난해서 학업을 마치지는 못하였다. 1755년 영국에서는 처음으로 근대적인 영어사전을 만들어 영문학 발전에 크게 이바지하였다. 그 후 풍자시 《런던》, 《덧없는 소망》과 영국 시인 52명의 전기와 작품론을 정리한 《영국 시인전》 10권을 발표하였다. 신앙적으로는 성례전과 교회의 권위를 중요하게 생각하는 전통인 고교회파 성공회 신자였다.

## 생애
9년에 걸친 끝에 존슨의 영어 사전은 1755년에 출판되었다. 그것은 현대 영어에 광범위하게 영향을 미쳤으며 "학문의 가장 위대한 단일 성취 중 하나"라고 평가받았다.이 작업은 존슨에게 인기와 성공을 가져왔지만 생활고는 여전하였다. 150년후 옥스포드 영어사전이 완성되기 전까지 존슨의 영어사전은 영국의 대표적인 사전이었다. 그의 후기 작품에는 에세이, 윌리엄 셰익스피어 극의 영향력 있는 주석판, 아비시니아의 왕자인 라셀라스 역사 등이 포함되었다. 1763년에 그는 제임스 보스웰과 친구가 되었고, 제임스 보스웰과 후에 스코틀랜드로 여행을 갔으며, 존슨은 스코틀랜드의 서부 섬으로의 여정에 대한 그들의 여행을 서술했다. 그의 삶이 마지막을 향해가고있을 때, 그는 17세기와 18세기 시인들의 전기와 평가 모음집인 가장 영민한 영국 시인들의 거대하고 영향력 있는 삶을 기록했다.

## 같이 보기
- 노아 웹스터